# Eletica infans
Eletica infans es una especie de coleóptero de la familia Meloidae.

## Distribución geográfica
Habita en Niam-Niam (África).